# 크레이지 택시
크레이지 택시(Crazy Taxi)는 히트메이커가 개발하고 세가가 배급한 레이싱 비디오 게임 시리즈이다. 첫 게임은 1999년에 전자 오락실에 등장하였고 매우 성공적이어서 세가가 아케이드 버전을 드림캐스트 콘솔로 2000년에 포팅하기에 이르렀다. 미국에서 3번째로 가장 많이 팔린 드림캐스트 게임으로, 100만 본 이상 판매되었다. 이 게임은 나중에 플레이스테이션 2, 닌텐도 게임큐브, PC로 포팅되었고 속편들 또한 Xbox, 게임보이 어드밴스, 플레이스테이션 포터블 시스템에서 볼 수 있다.
각 게임에서 플레이어는 택시 운전사 역할을 맡으며 승객을 가능한 빠른 시간 안에 도착지로 모셔다 드림으로써 돈을 축적해야 한다. 이 시리즈는 배우기는 쉽지만 마스터하기는 어려운 혁신적인 게임플레이 디자인으로 알려져 있으며 게임 내 광고와 사운드트랙 음악은 오프스프링과 배드 릴리전이 제공하였다. 핵심 게임플레이 구조는 세가에 의해 특허를 받았으며, 더 심슨: 로드 레이지의 유사한 게임플레이에 대해 적어도 1건의 소송이 있었으나 합의된 상태이다.

## 게임
- 크레이지 택시/Crazy Taxi (arcade)
- 크레이지 택시/Crazy Taxi (console)
- 크레이지 택시 2/Crazy Taxi 2
- 크레이지 택시 3/Crazy Taxi 3: High Roller
- Crazy Taxi: Catch a Ride
- Crazy Taxi: Fare Wars
- Crazy Taxi City Rush

## 평가
| 게임                      | 시스템    | 메타크리틱          | 게임랭킹스         |
| ------------------------- | --------- | ------------------- | ------------------ |
| Crazy Taxi                | Dreamcast | —                   | 90% (41 reviews)   |
| Crazy Taxi                | PS2       | 80/100 (15 reviews) | 79% (46 reviews)   |
| Crazy Taxi                | GameCube  | 69/100 (20 reviews) | 70% (39 reviews)   |
| Crazy Taxi                | PC        | —                   | 56% (6 reviews)    |
| Crazy Taxi 2              | Dreamcast | 82/100 (18 reviews) | 83% (36 reviews)   |
| Crazy Taxi 3: High Roller | Xbox      | 69/100 (33 reviews) | 69% (59 reviews)   |
| Crazy Taxi 3: High Roller | PC        | —                   | 49% (1 review)     |
| Crazy Taxi: Catch a Ride  | GBA       | 48/100 (14 reviews) | 47% (15 reviews)   |
| Crazy Taxi: Fare Wars     | PSP       | 65/100 (20 reviews) | 67% (16 reviews)   |
| Crazy Taxi: City Rush     | iOS       | 66/100 (8 reviews)  | 65.83% (6 reviews) |